# Prusewo
Prosewo (deutsch Prüssau, auch Prüßau, früher Prissau) ist ein Dorf in der polnischen Woiwodschaft Pommern im Gebiet der Landgemeinde Krokowa (Krockow) im Powiat Pucki (Putziger Kreis).

## Geographische Lage
Das Dorf liegt an der Grenze zwischen Hinterpommern und der historischen Region Westpreußen, etwa 25 Kilometer nordwestlich von Wejherowo (Neustadt in Westpreußen), 30 Kilometer westnordwestlich von Puck (Putzig) an der Danziger Bucht und 32 Kilometer nordöstlich von Lębork (Lauenburg in Pommern).

## Geschichte

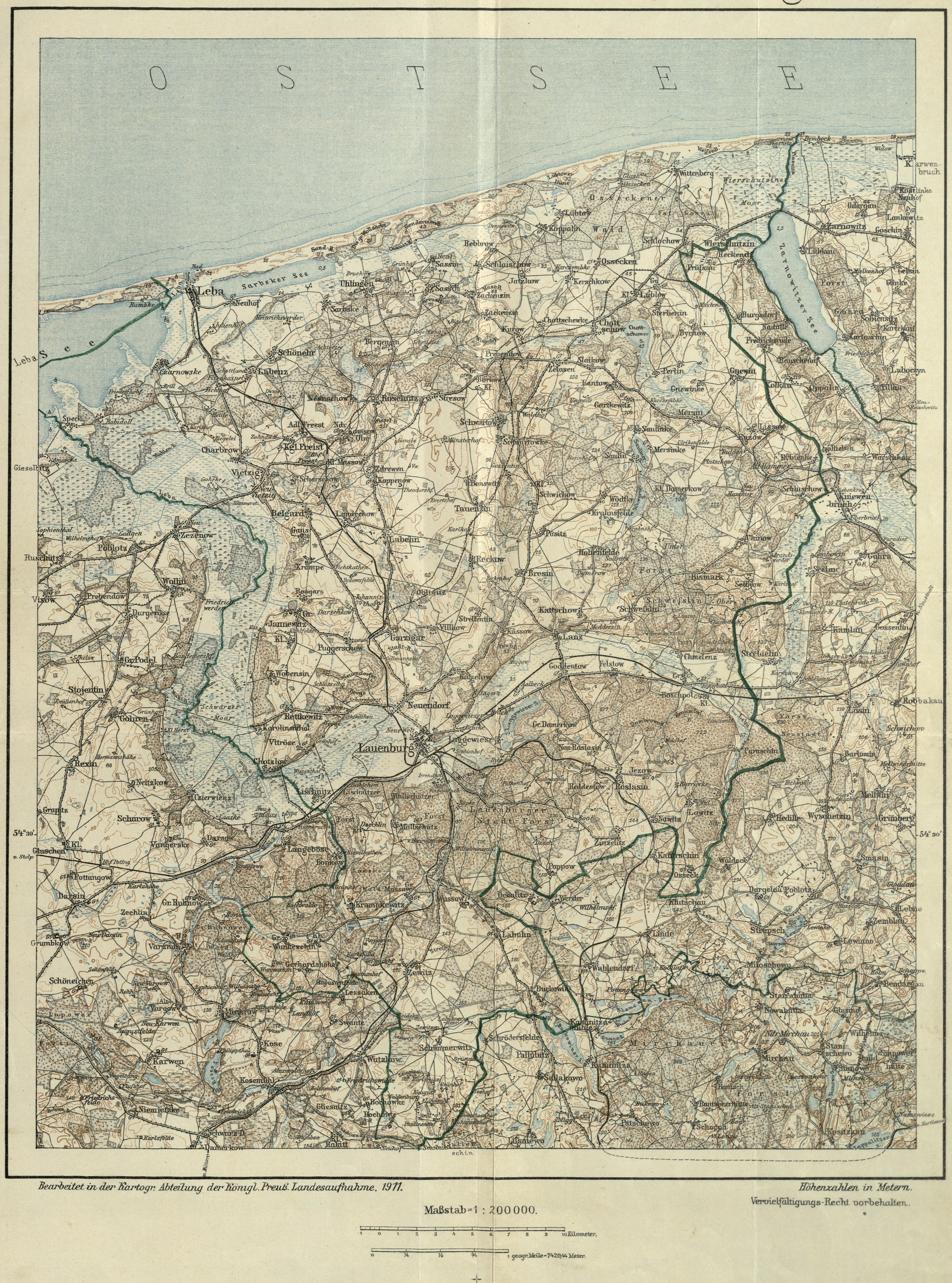
Prüssau, unweit der Ostseeküste, ostnordöstlich der Stadt Leba, westlich des Zarnowitzer Sees und östlich von Ossecken, auf einer Landkarte von 1911

Prüssau nordwestlich von Neustadt in Westpreußen und nordöstlich von Lauenburg in Hinterpommern auf einer Landkarte von 1910.

Die Region von Pommerellen gehörte seit 1309 zum Deutschordensstaat Preußen. Am 4. August 1376 gibt der Ordenskomtur Siegfried Walpot von Bassenheim „Marczin seinen rechten Erben“ 36 Hufen zu Prussow, um ein Dorf nach culmischem Recht zu gründen. Die Dörfer im Burgbezirk Putzig, zu dem auch Prüssau gehörte, hatten an den Deutschen Orden Steuern zu zahlen, Naturalien zu liefern und waren zusätzlich zu bestimmten Dienstleistungen verpflichtet; so hatte das Dorf Prüssau ihm beispielsweise einen Soyner (Säumer) zu stellen. Eine um 1400 errichtete Mühle zu Prussow zahlte jährlich zwei Mark.
Wie aus dem Danziger Komtureibuch hervorgeht, enthielt Prussow um 1400 nur noch 33 Hufen, von denen sieben wüst lagen.
Bei der Zweiteilung Preußens durch den Zweiten Frieden von Thorn wurde das Putziger Gebiet dem autonomen, unter der Schirmherrschaft der Krone Polens stehenden Preußen Königlichen Anteils zugeordnet. Durch sein Dekret vom 16. März 1569 auf dem Lubliner Sejm kündigte König Sigismund II. August die Autonomie Westpreußens jedoch unter Androhung herber Strafen einseitig auf, weshalb die Oberhoheit des polnischen Königs in diesem Teil des ehemaligen Gebiets des Deutschen Ordens von 1569 bis 1772 als Fremdherrschaft empfunden wurde.
Im Rahmen der ersten polnischen Teilung 1772 kam Prüssau zum Königreich Preußen. Im Jahr 1789 wird Pryssau als Gratialgut und als königliches Amtsvorwerk mit sechs Feuerstellen (Haushaltungen) bezeichnet. Im 19. Jahrhundert war Prüssau ein Rittergut. Das 1845 in Prüssau vorhandene Patrimonialgericht wurde nicht von königlichen Gerichten verwaltet.

Ehemaliger Gutshof Prüssau
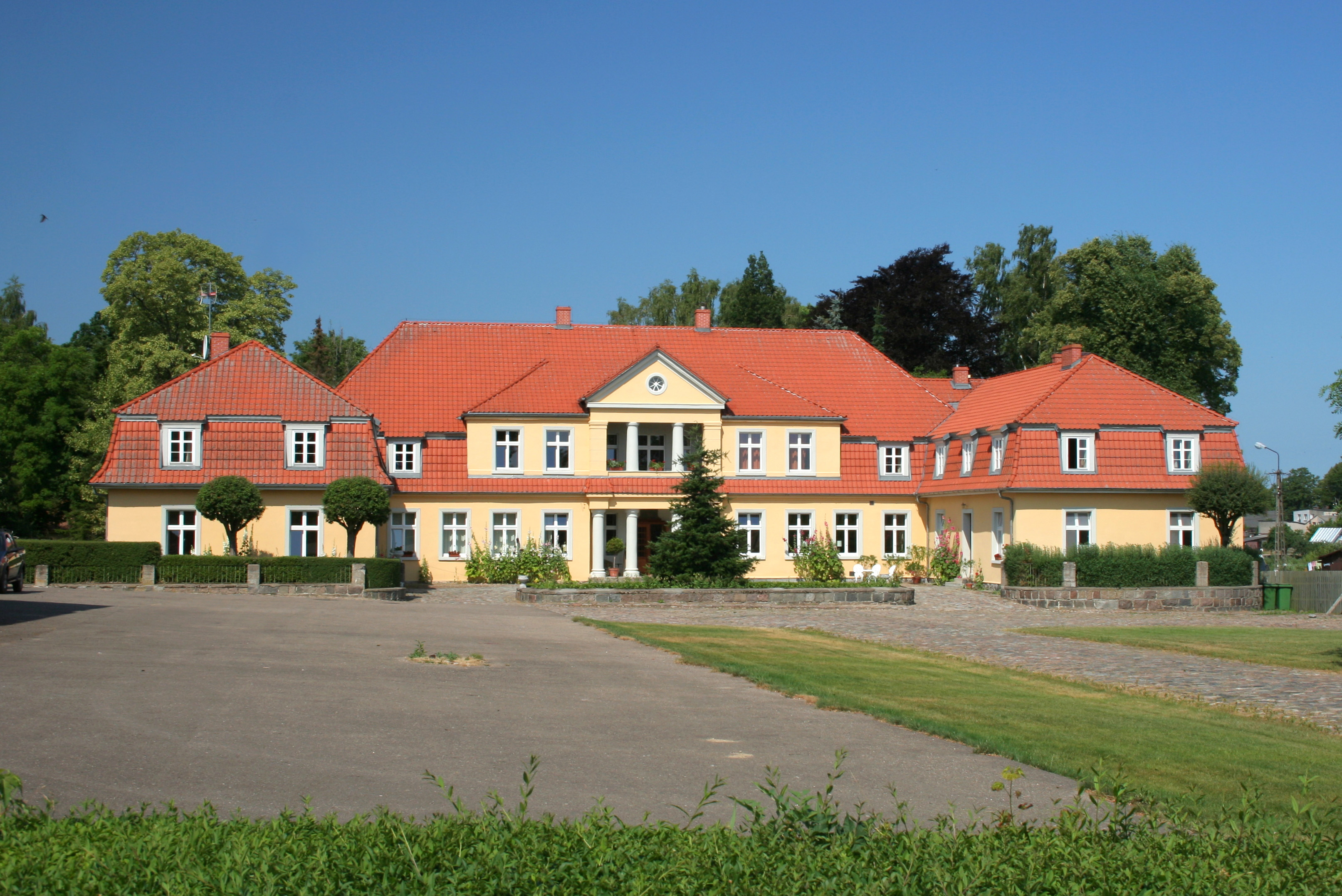
Gutshaus (2010)
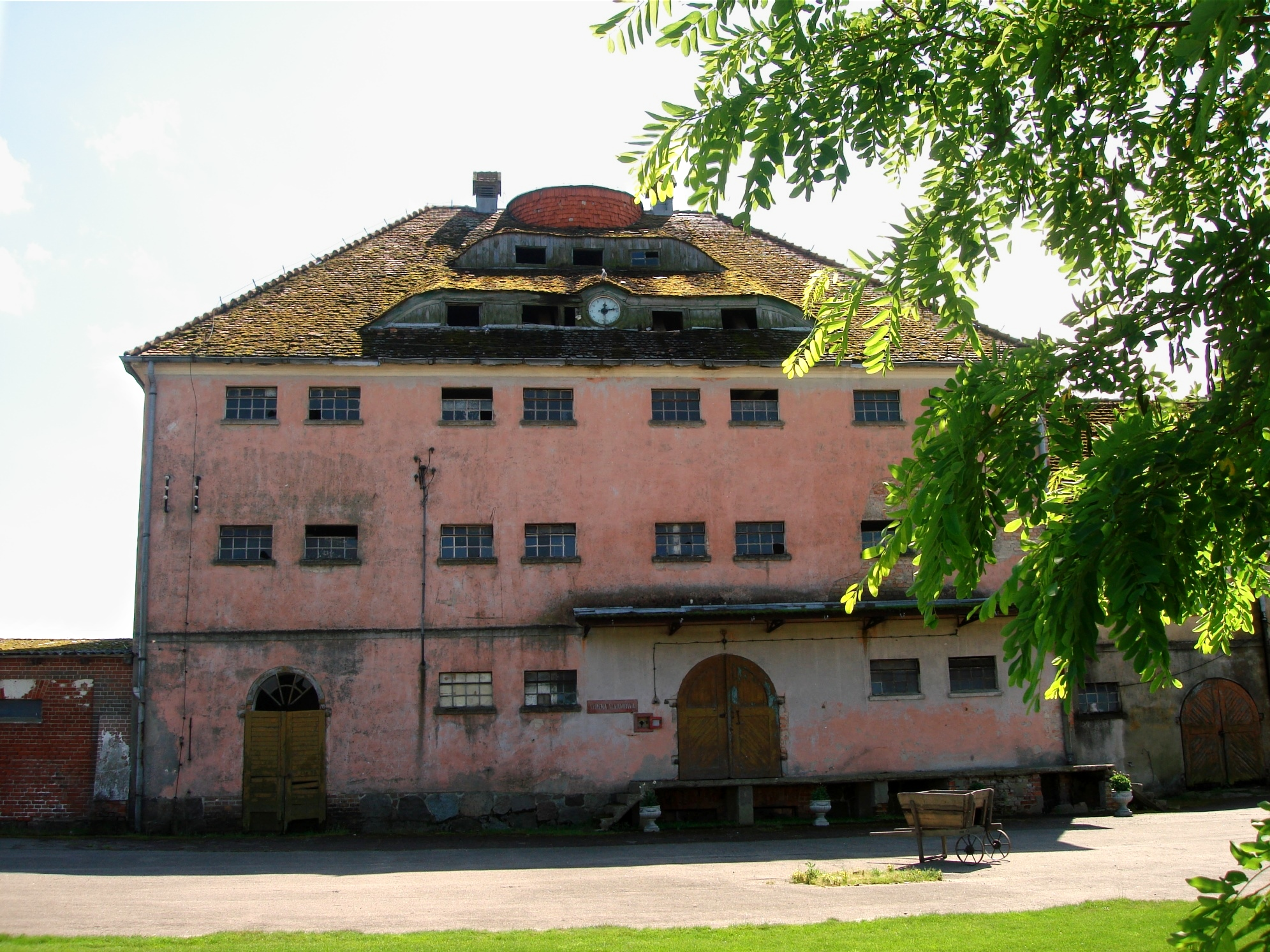
Wirtschaftsgebäude (2012)
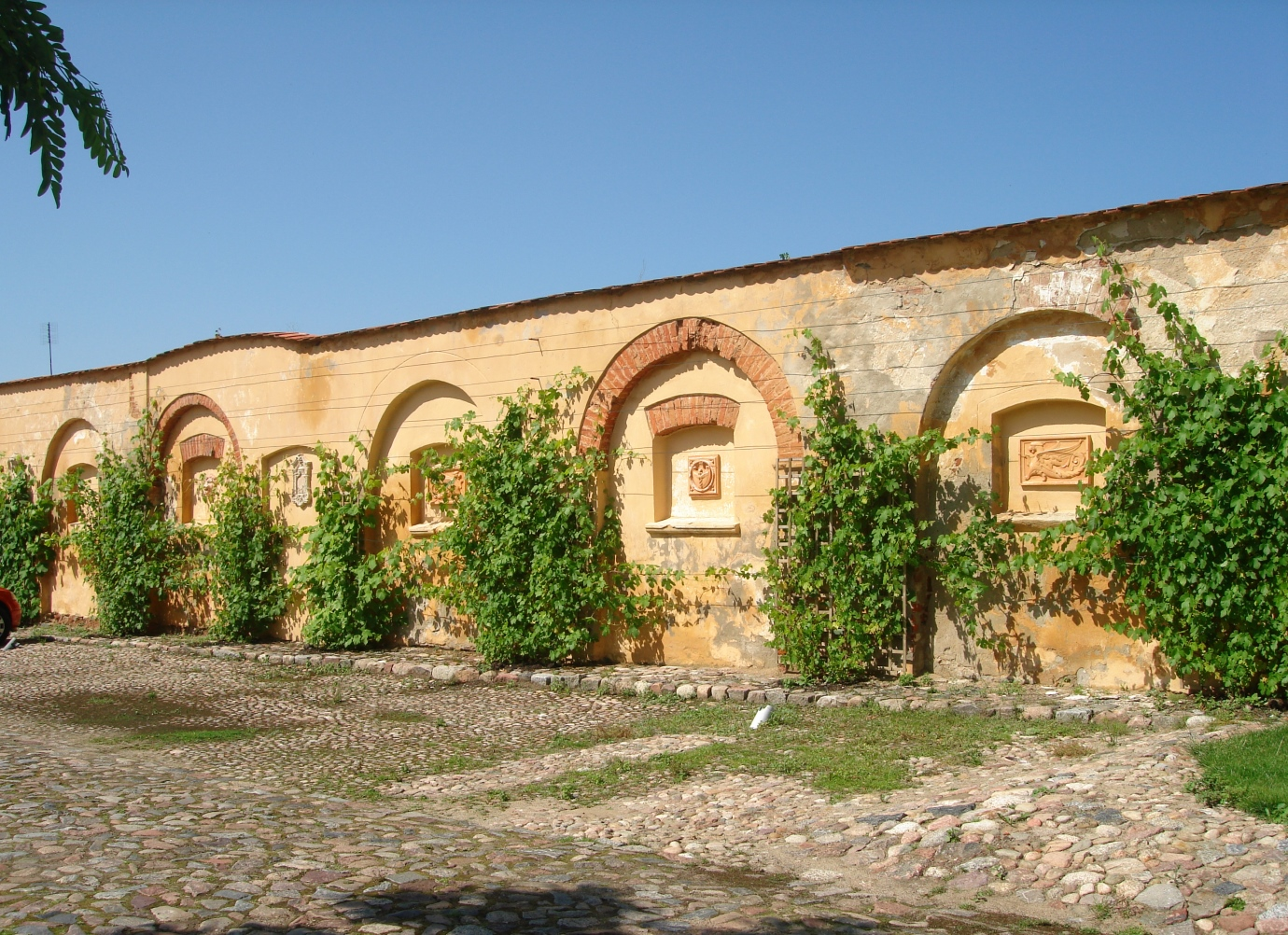
Hofmauer (2010)

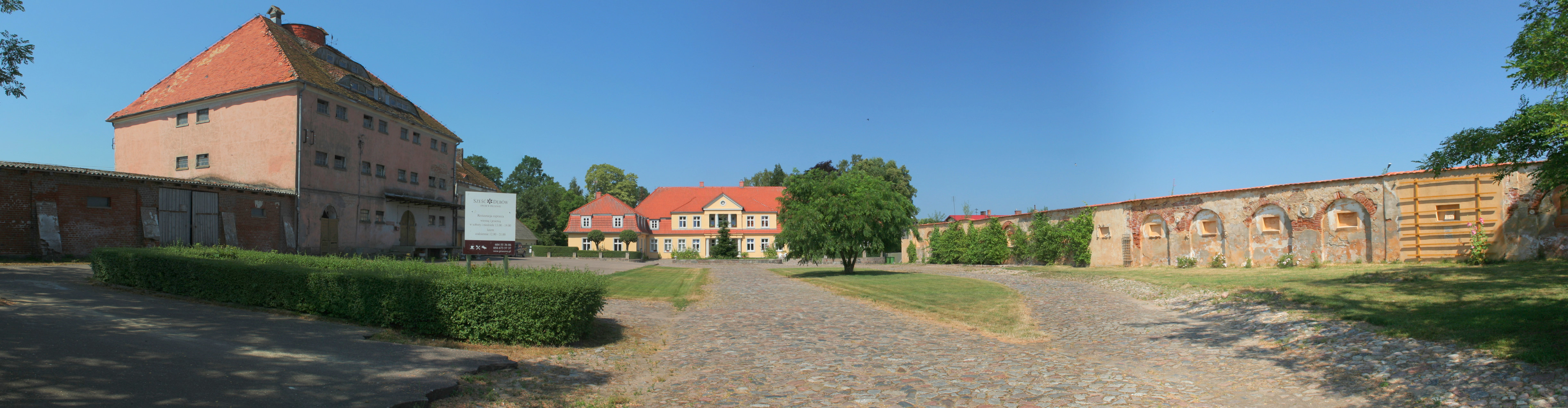
Innenhof (2910)

Die Bodenverhältnisse auf der Gemarkung des Dorfs Prüssau eignen sich gut für die Landwirtschaft.
Bis 1919 war Prüssau ein Gutsbezirk im Kreis Neustadt, Amtsbezirk Kolkau, im Regierungsbezirk Danzig der Provinz Westpreußen des Deutschen Reichs.
Nach dem Ersten Weltkrieg wurde am 2. August 1919 ein Teil des Amtsbezirks Kolkau in den Kreis Lauenburg in Pommern im Regierungsbezirk Köslin der Provinz Pommern umgegliedert. Der Rest blieb weiterhin beim Kreis Neustadt, musste jedoch aufgrund der Bestimmungen des Versailler Vertrags am 10. Januar 1920 zum Zweck der Einrichtung des Polnischen Korridors an Polen abgetreten werden. Besitzer des nunmehr im Kreis Lauenburg gelegenen Ritterguts Prüssau war 1939 Eckhardt Fliessbach, dem außerdem auch das Gut Reckendorf gehörte.
Am 1. April 1927 hatte das Gut Prüssau eine Flächengröße von 467 Hektar, und am 16. Juni 1925 hatte der Gutsbezirk 200 Einwohner. Zu den gleichen Zeiten hatte das Gut Reckendorf eine Flächengröße von 575 Hektar und 222 Einwohner. Am 30. September 1928 wurden die Gutsbezirke Prüssau und Reckendorf zur Landgemeinde Prüssau zusammengeschlossen.
Anfang der 1930er Jahre hatte die Landgemeinde Prüssau eine Flächengröße von 10,4 km². Innerhalb der Gemeindegrenzen standen insgesamt 35 bewohnte Wohnhäuser
an zwei verschiedenen Wohnstätten:
1. Prüssau
2. Reckendorf

Bis 1945 bildete Prüssau eine Landgemeinde im Landkreis Lauenburg i. Pom., Regierungsbezirk Köslin, der preußischen Provinz Pommern des Deutschen Reichs. Prüssow war dem Amtsbezirk Kolkau zugeordnet.
Gegen Ende des Zweiten Weltkrieges wurde die Region im Frühjahr 1945 von der Roten Armee besetzt. Bald darauf wurde Prüssau zusammen mit ganz Hinterpommern und Westpreußen von der Sowjetunion der Volksrepublik Polen zur Verwaltung überlassen. Anschließend begann die Zuwanderung von Polen, die Häuser und Gehöfte der einheimischen Dorfbewohner beschlagnahmten. Prüssau erhielt den polnischen Ortsnamen Prusewo. In der darauf folgenden Zeit wurden die einheimischen Dorfbewohner von der polnischen Administration aus Prüssau vertrieben.

### Demographie
| Jahr | Einwohner | Anmerkungen                                                                          |
| ---- | --------- | ------------------------------------------------------------------------------------ |
| 1818 | 59        | acht Feuerstellen, adlige Besitzung; davon 40 Lutheraner und 19 Katholiken           |
| 1852 | 135       | Häuser                                                                               |
| 1864 | 165       | [ 23 ]                                                                               |
| 1867 | 173       | am 3. Dezember, Gutsbezirk                                                           |
| 1871 | 147       | am 1. Dezember, in zehn Wohngebäuden, Gutsbezirk, sämtlich Evangelische              |
| 1902 | 164       | Gutsbezirk, davon 94 mit deutscher Muttersprache und 70 mit polnischer Muttersprache |
| 1910 | 187       | am 1. Dezember, Gutsbezirk                                                           |
| 1925 | 422       | darunter 360 Evangelische und 61 Katholiken                                          |
| 1933 | 391       | [ 27 ]                                                                               |
| 1939 | 404       | [ 27 ]                                                                               |

## Kirche

### Kirchspiel bis 1945
Die hier vor 1945 lebenden Dorfbewohner gehörten mit großer Mehrheit der evangelischen Konfession an. Das evangelische Kirchspiel war in Ossecken.
Das katholische Kirchspiel war in Wierschutzin.

### Polnisches Kirchspiel seit 1945
Die seit 1945 und Vertreibung der einheimischen Dorfbewohner anwesende polnische Einwohnerschaft ist größtenteils katholisch.
Hier lebende evangelische Polen sind dem Pfarramt in Stolp in der Diözese Pommern-Großpolen der Evangelisch-Augsburgischen Kirche in Polen zugeordnet, das eine gottesdienstliche Außenstation in Lauenburg i. Pom. unterhält.